# Francisco Goya
Francisco José de Goya y Lucientes (španělská výslovnost: [fɾanˈθisko xoˈse ðe ˈɣoʝa i luˈθjentes]; 30. březen 1746, Fuendetodos – 16. duben 1828, Bordeaux) byl španělský malíř a rytec romantismu. Byl královským portrétistou (portréty Karla IV. i Ferdinanda VII.), stejně jako kronikářem historie. Jeho bohatá tematická šíře postupovala od různých oslav, přes postavičky obyčejných lidí, až po válečné scény, zobrazující líté boje po Napoleonově invazi do Španělska, proti níž se zdvihl lidový odpor. Tento tematický vývoj odrážel ztemňování jeho mysli. To vyvrcholilo tzv. černými malbami v úplném závěru života, malbami děsů, hrůz a bizarností. Goyův vliv v dějinách umění stoupal s tím, jak byly vyzdvihovány a objevovány právě ty temnější, nebo subjektivní a revoluční prvky jeho díla. Důrazem na popředí a zamlžené pozadí předjímal Goya impresionismus. Svými nejtemnějšími vizemi pak i expresionismus.

## Mládí

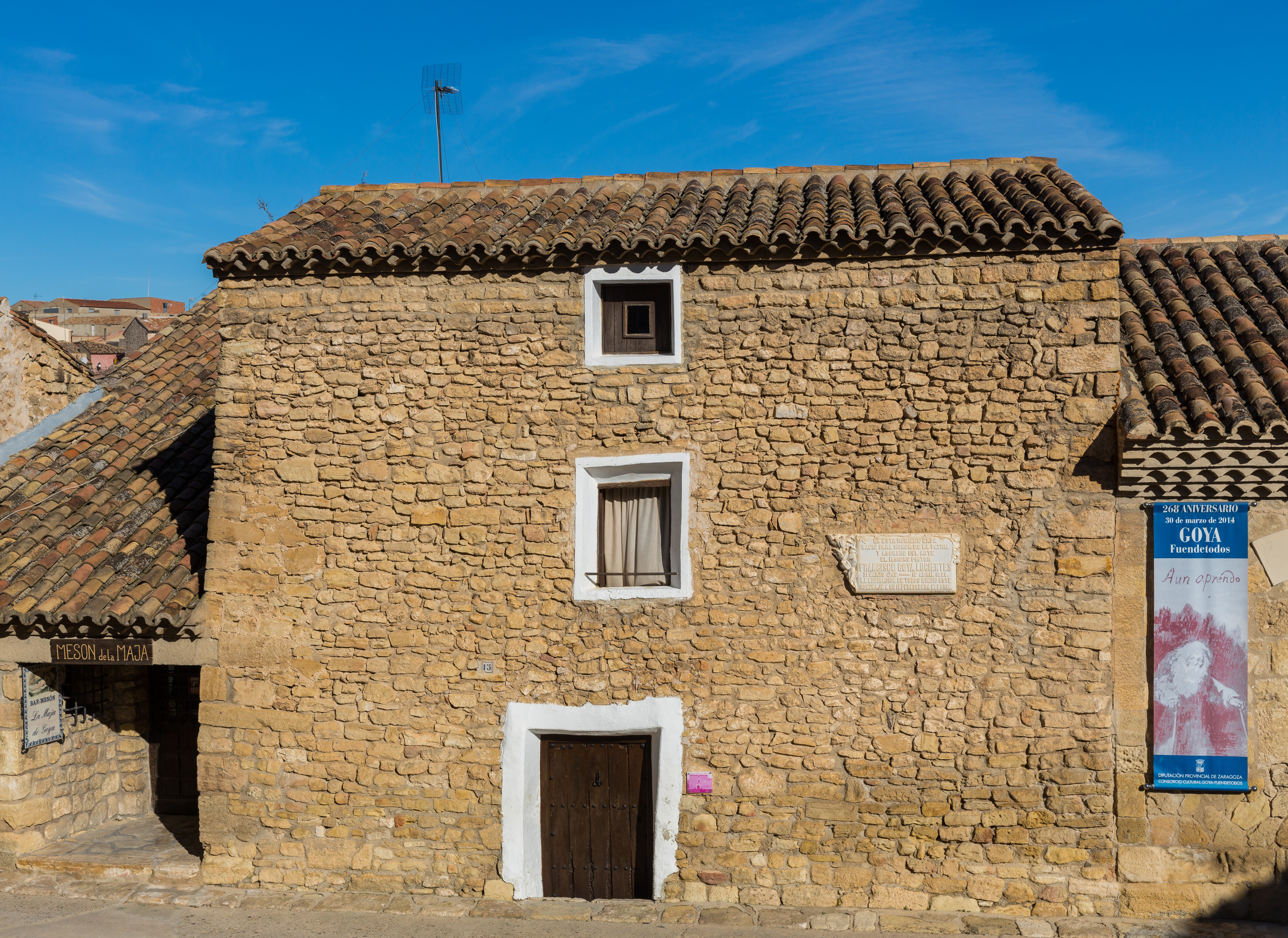
Rodný dům

Francisco José de Goya y Lucientes se narodil 30. března 1746 ve vesničce Fuendetodos na severu Španělska jako pátý syn zlatníka José Goyi a šlechtičny z Aragonie. První roky života ale strávil v Zaragoze, protože zde měl jeho otec zlatnickou dílnu. Byli z nižší střední třídy. José byl synem notáře baskického původu, jeho předci pocházeli ze Zerainu. Navštěvoval školu kněze Joaquína, kde se naučil číst a také se tu seznámil se svým celoživotním přítelem Martínem Zapaterem. Jejich rozsáhlá korespondence je významným zdrojem informací o umělcově životě.
Otec zpozoroval jeho zájem o umění a poslal ho do učení k malíři Josému Luzánovi. Ten byl silně nábožensky založen, sloužil jako inkviziční cenzor pro oblast malířství a Goya se k němu nikdy později příliš nehlásil. Goyovu genialitu potvrzují i jeho malby v relikviáři ve Fuendetodos, které vytvořil kolem roku 1762 v pouhých šestnácti letech (byl zničen ve 20. století během španělské občanské války). Můžeme tu pozorovat jak originální náměty, tak i velkou obratnost malíře.
V Madridu, kam se uchýlil i kvůli pouliční šarvátce, do níž se v Zaragoze zapletl, nějaký čas studoval u českého rodáka Antona Raphaela Mengse. V letech 1763 a 1766 se hlásil na Královskou akademii výtvarných umění sv. Ferdinanda v Madridě, ale vždy bez úspěchu. Nastoupil tedy do dílny Francisca Bayeu, dvorního malíře Karla III. Bayeu ho i později významně podporoval. Kolem roku 1769 odešel do Říma a získal pochvalné uznání poroty parmské Královské akademie. V říjnu roku 1771 se vrátil do Zaragozy, kde si zřídil vlastní dílnu a získal řadu věrných zákazníků.

## Vzestup v kariéře

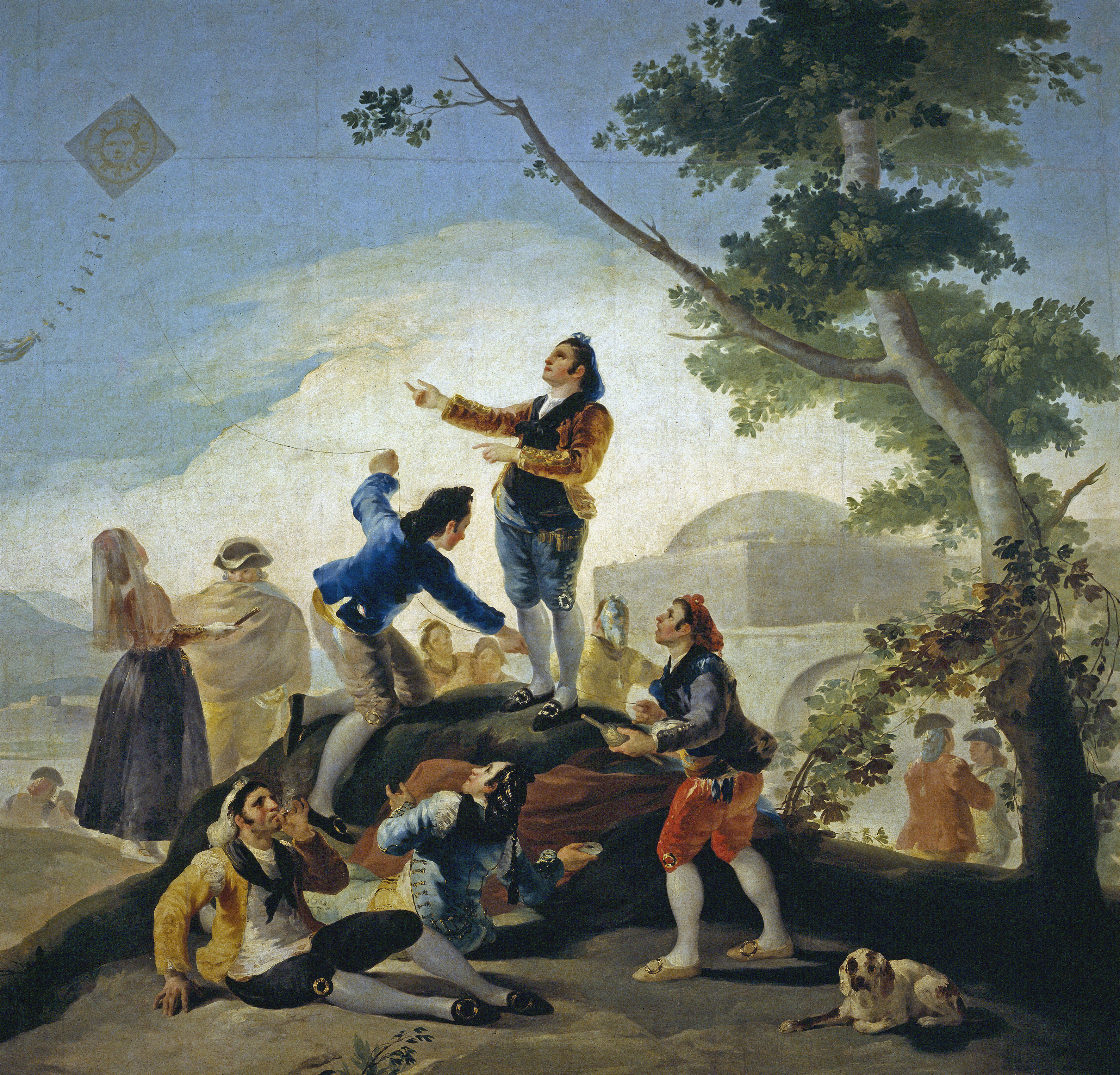
La cometa, 1777–1778, jedna z Goyových tapiserií

Po návratu do Zaragozy roku 1771 získal první zakázky pro církev, zejména výzdobu malého výklenku v katedrále El Pilar. Jeho úspěchy se stupňovaly. V roce 1773 se oženil s Josefou Bayeu, sestrou Francisca Bayeu. V letech 1775 až 1784 mu porodila šest dětí, avšak jen to poslední, syn Javier, nezemřelo za Goyova života. Malíř své děti rád maloval, jejich umírání mu způsobovalo mimořádnou trýzeň, která z jeho díla postupně odčerpávala optimismus.
V Zaragoze v roce 1774 vytvořil jedenáct olejomaleb s výjevy z Kristova života pro kartuziánský klášter Aula Dei. Roku 1774 dostal Goya od Královské gobelínové manufaktury sv. Barbory zakázku na předlohy k tapiseriím. Zadavatelem tapisérií pro krále byl jeho starý učitel Anton Raphael Mengs. Goya se pak přestěhoval natrvalo do Madridu. Goya pro Mengse navrhl celkem 63 tapisérií, určených zejména do paláců El Escorial a El Prado. Mengs byl Goyovými návrhy nadšen, ovšem tkalci si stěžovali na složitost obrazců, a tak musel Goya řadu návrhů nakonec zjednodušit. Zachovaly se ale i původní návrhy, na základě některých z nich Goya posléze vytvořil rytiny.
Goyova pozice v Madridu byla velmi dobrá díky vlivnému přímluvci, infantu Donu Luisovi, bratrovi krále Karla III. Roku 1780 byl Goya jednomyslně zvolen členem Královské umělecké akademie sv. Ferdinanda. V roce 1783 si královský ministr hrabě de Floridablanca u Goyi objednal svůj portrét. Následovali další příslušníci aristokracie, takže se Goya stal vyhledávaným portrétistou. Roku 1786 byl Goya jmenován královským malířem (Pintor del Rey) s ročním platem 15 000 reálů. Svými portréty si Goya získal slávu a obdržel čestné tituly. V roce 1789 se stal dvorním malířem (Pintor de Cámara) a v roce 1799 pak prvním dvorním malířem (Primer Pintor de Cámara) s ročním platem 50 000 reálů.
Goya svým modelům nelichotil. „Ozdobil je šerpami a navlíkl do bohatých šatů, ale nenamaloval ani trůn, ani erb, nijak se nepokusil podtrhnout vznešené postavení tohoto rodu králů a královen z milosti boží.“

## Maja a Caprichos

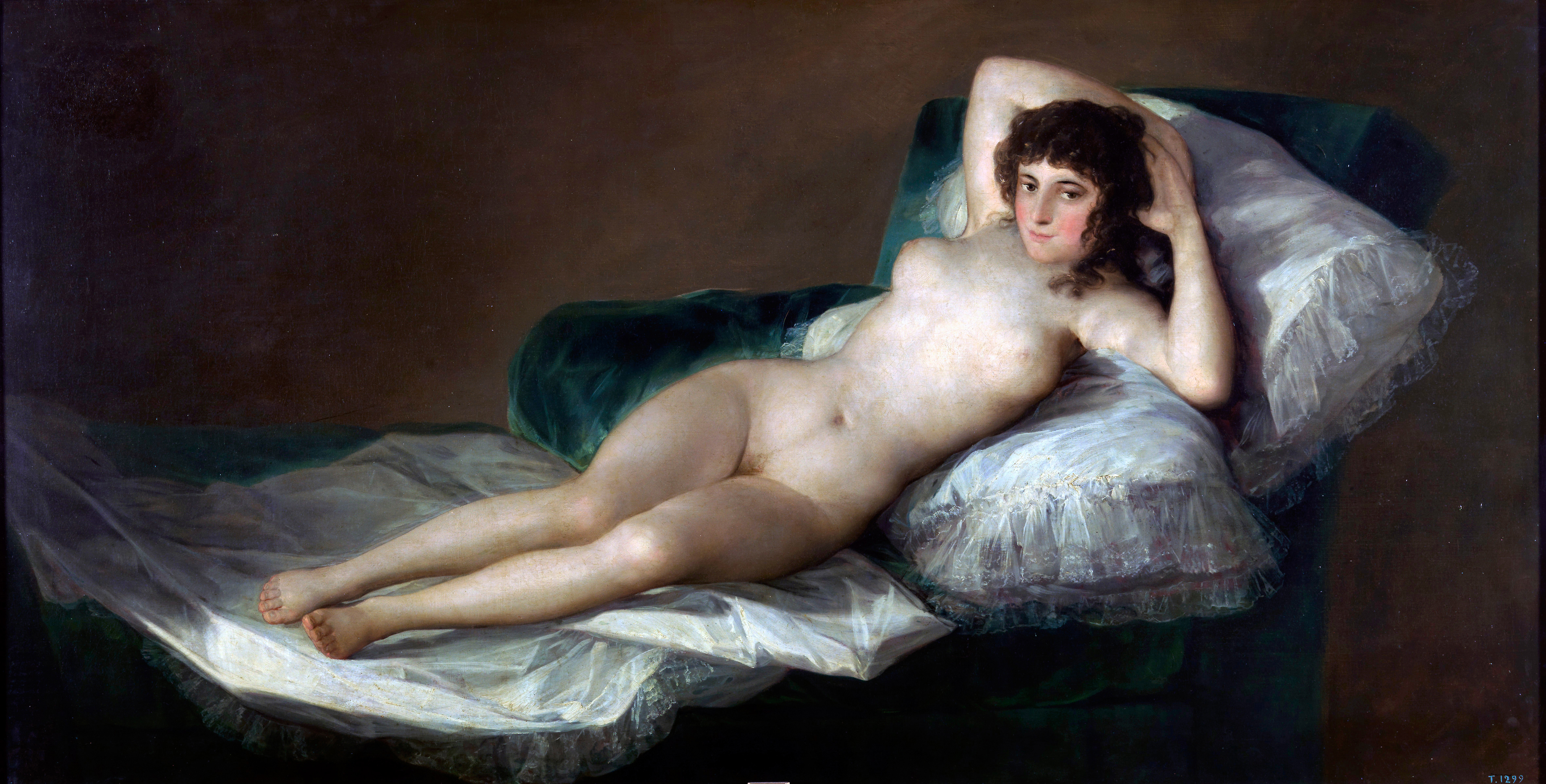
Nahá Maja, olej na plátně, 97 × 190 cm, kolem 1800, Museo del Prado, Madrid

Okolo roku 1790 Goya vytvořil slavný obraz Nahá maja (La Maja Desnuda). Šlo o první zcela profánní ženský akt v západním umění v životní velikosti, bez předstírání alegorického nebo mytologického významu. Totožnost ženy na obraze je nejistá. Nejoblíbenějšími tipy kunsthistoriků jsou vévodkyně z Alby, s níž se někdy předpokládalo, že byla Goyovou milenkou, nebo Pepita Tudó, milenka hraběte Manuela de Godoye, nejmocnějšího muže Španělska. Žádná z teorií nebyla potvrzena a už pojem maja naznačuje, že Goyovi šlo v obraze o větší obecnost. Maja znamená ve španělštině mladou, pěknou ženu se zálibou v provokativním vystupování. Majas se živily prodejem jedlých kaštanů a pomerančů. Obvykle živily i své manžele. Od ostatních se lišily svým zevnějškem: vlasy zakryté síťkou, pestré šaty s hlubokým výstřihem. Během doby se tato skladba oblečení stala módní i ve vyšších kruzích na protest proti francouzské módě. Dnes se chápe téměř jako národní kroj.

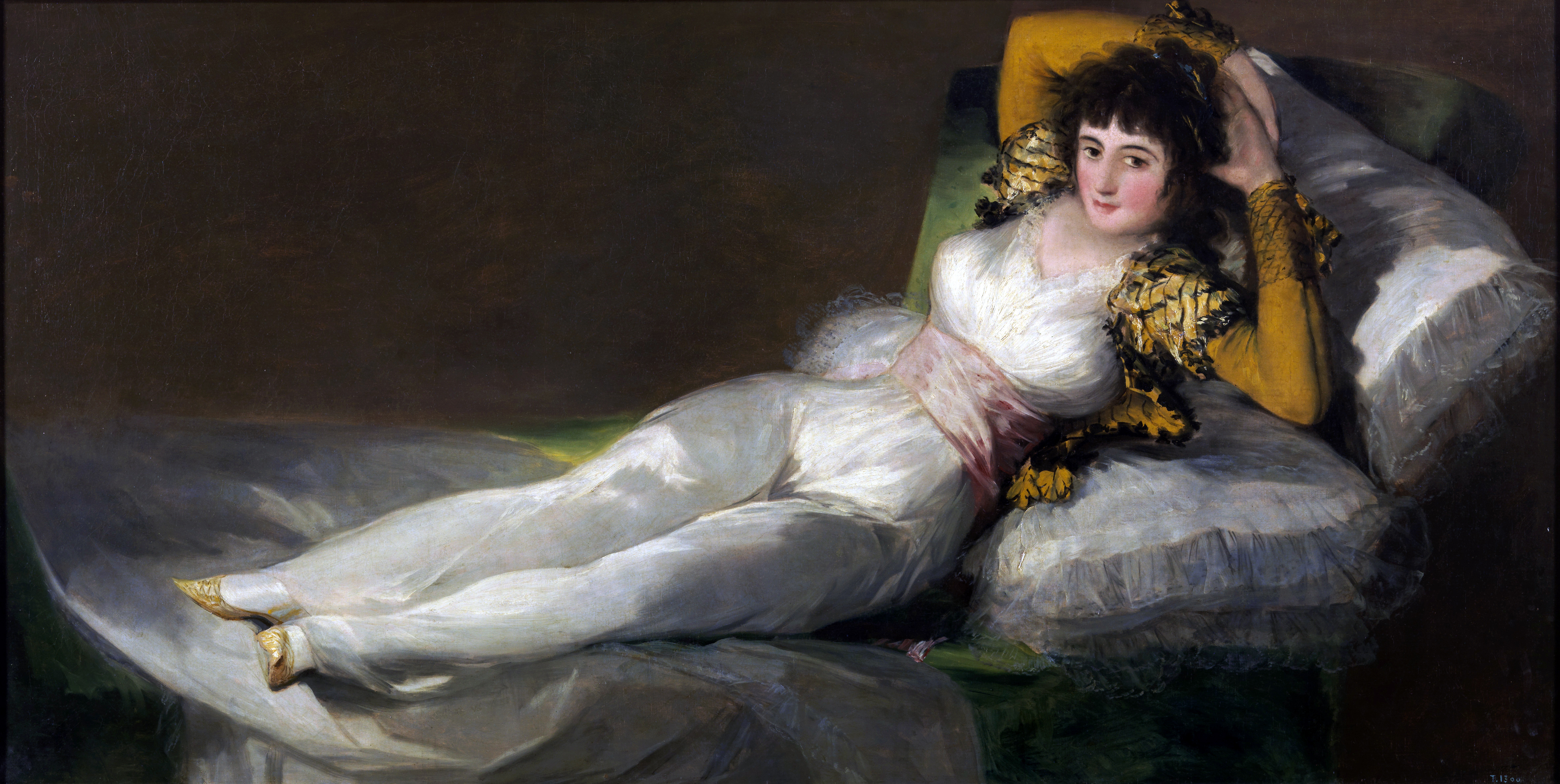
Oblečená Maja, olej na plátně, 95 × 190 cm, kolem 1803, Museo del Prado, Madrid

Goya vytvořil o něco později rovněž podobný obraz Oblečená maja (La Maja vestida). Oba obrazy, nahé i oblečené maji, patřily hraběti Godoyovi. Ten ukazoval svým návštěvníkům jeden nebo druhý obraz – podle toho, co byli zač. Co se týče spekulací o Goyově poměru s vévodkyní z Alby a jinými šlechtičnami, je pro český kontext zajímavé, že existují i spekulace o tom, že by Goya mohl být pravým otcem nebo dědečkem české spisovatelky Boženy Němcové. Jsou však považovány za spíše nevěrohodné.

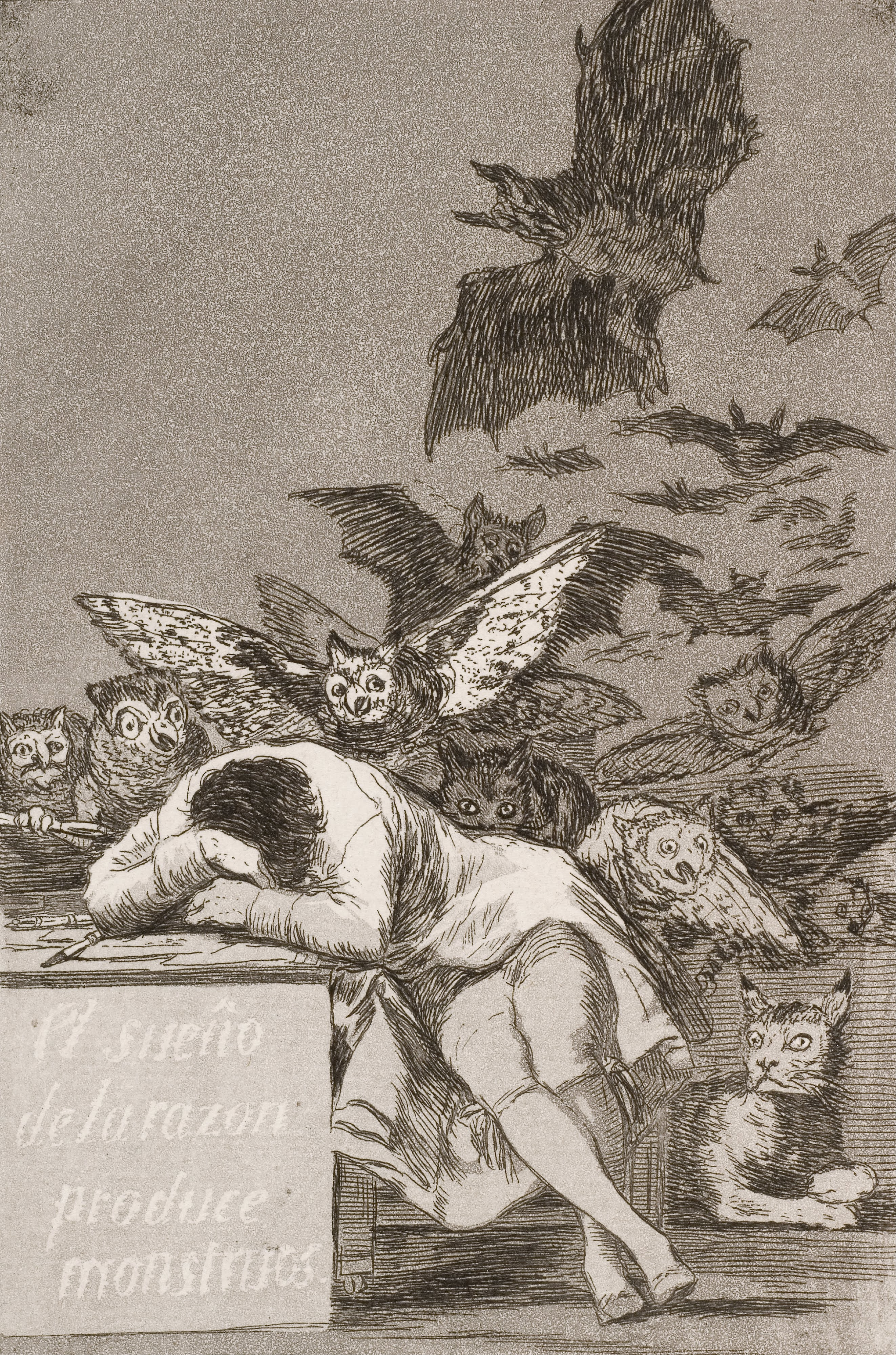
Spánek rozumu plodí příšery

Roku 1792 vytvořil Goya poslední kartony k tapiseriím. Poté odcestoval do Andalusie, kde vážně onemocněl a ohluchl. Současní vědci se domnívají, že příčinou mohlo být olovo obsažené v jeho barvách. Jiná teorie mluví o encefalitidě a spekuluje se i o jiných možných chorobách. V té době se značně stáhl do sebe. V roce 1793 se Goya vrátil do Madridu a začal znovu pracovat. Jeho práce se ale začala značně lišit od předchozí tvorby, patrně v důsledku nemoci a strádání v osobním životě.
Roku 1793 vydal Goya Los Caprichos (Rozmary), soubor 80 leptů. Lepty mu poskytly možnost oslovit širší publikum. K častým námětům patřily noční můry, společenská kritika neřestí, výstředností a bláznovství zosobňovaných španělskými hidalgy. 15 % španělské populace se hlásilo ke šlechtickému původu, byli tedy hidalgové. To byl pro mnohé důvod, proč nepracovat. Proto je Goya zobrazoval posměšně jako osly. Některé lepty možná obsahují i skryté narážky na konkrétní vysoce postavené osobnosti. Sám Goya řekl, že cyklus znázorňuje „nespočetné slabosti a pošetilosti, které se nacházejí v kterékoli civilizované společnosti a běžné předsudky a podvodné praktiky, které zvyk, ignorance nebo sebezahleděnost přetvořily v obyčejné.“ Nejznámějším leptem série je Spánek rozumu plodí nestvůry. Ten předznamenává nejtemnější část jeho díla v závěru jeho života.
V roce 1795 byl Goya zvolen ředitelem malířství na madridské Akademii a získal tak pozici nejvlivnějšího malíře v zemi. Již za tři roky se však postu vzdal kvůli svému zhoršujícímu se zdraví.
Goyův nový styl nenacházel u dvora pochopení. V letech 1800–1807 nedostal od krále jedinou zakázku. Jeho situaci paradoxně vylepšila tragédie celé země.

## Hrůzy války

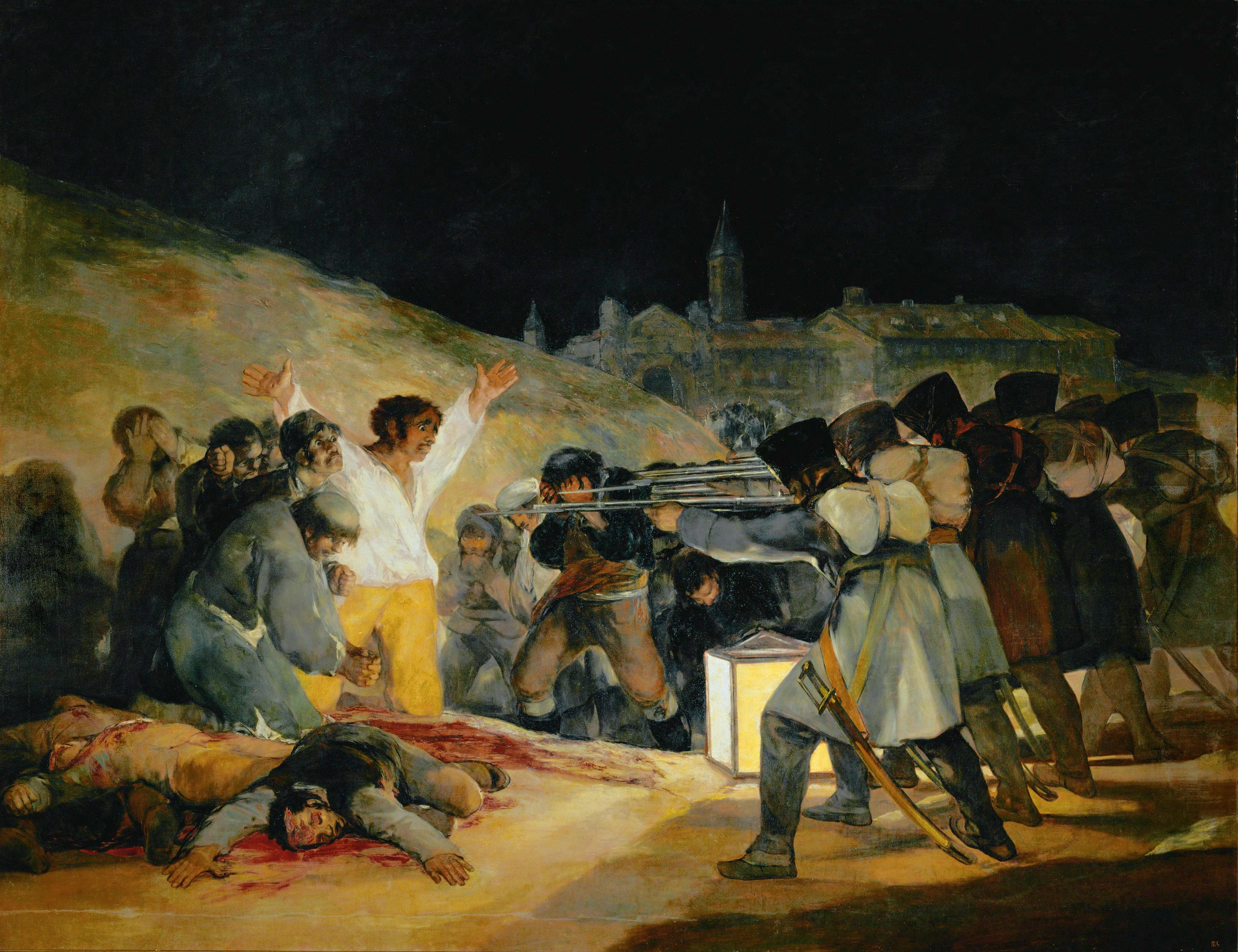
Popravy 3. května 1808

Roku 1807 navzdory paktu neutrality zahájila francouzská vojska v čele s císařem Napoleonem invazi do Španělska. 2. května 1808 propuklo v Madridu lidové povstání proti francouzské nadvládě, bylo ale krutě potlačeno. Začala španělská válka za nezávislost, která trvala pět let. Z toho období pochází další známý Goyův cyklus s názvem Hrůzy války (Los desastres de la guerra). Na něm začal Goya pracovat v roce 1810, ve stejné době, kdy paradoxně zároveň portrétoval Josefa Bonaparta, Napoleonova bratra, kterého císař Francouzů dosadil na španělský trůn. Některé z obrazů cyklu znázorňují velmi sugestivním způsobem scény plné hrůzy a děsu. Obraz Popravy 3. května 1808 se stal symbolem celého osvobozeneckého boje, španělským národním symbolem a jedním z nejslavnějších historických pláten vůbec. To však až mnohem později, Hrůzy války byly publikovány až v roce 1863, pětatřicet let po Goyově smrti.
V roce 1812 zemřela Goyova manželka Josefa Bayeuová. O rok později se k němu nastěhovala Leocadia Weissová. Ač zůstala v pozici Goyovy hospodyně, byla jeho partnerkou a Goya byl patrně otcem její dcery Rosario.
Po Napoleonově porážce a abdikaci (1814) se vrátil do Španělska král Ferdinand VII., který zahájil tvrdé represe vůči liberálům, k nimž Goya v zásadě rovněž patřil. Přesto zůstal dvorním malířem a vytvořil historické obrazy Druhý květen 1808 a Třetí květen 1808. Musel se však hájit před inkvizicí proti obvinění z obscénnosti obrazu Nahá Maja (Maja desnuda). Akty v této době inkvizice zakazovala a konfiskovala.
Roku 1816 vydal Goya sérii 33 akvatint s názvem Umění býčích zápasů (Tauromaquia). Motivy koridy prochází celým Goyovým dílem.

## Černé období

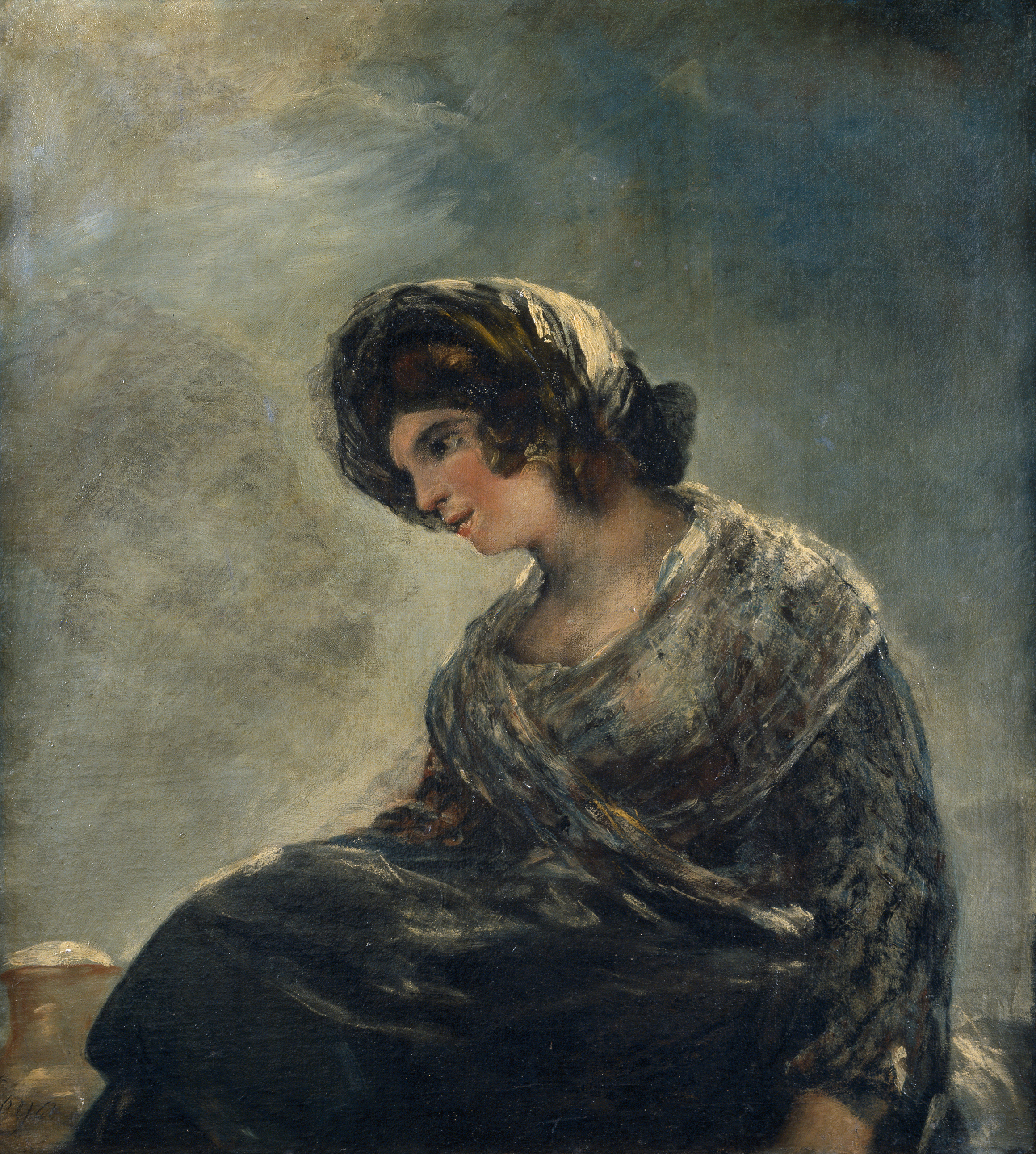
Mlékařka z Bordeaux

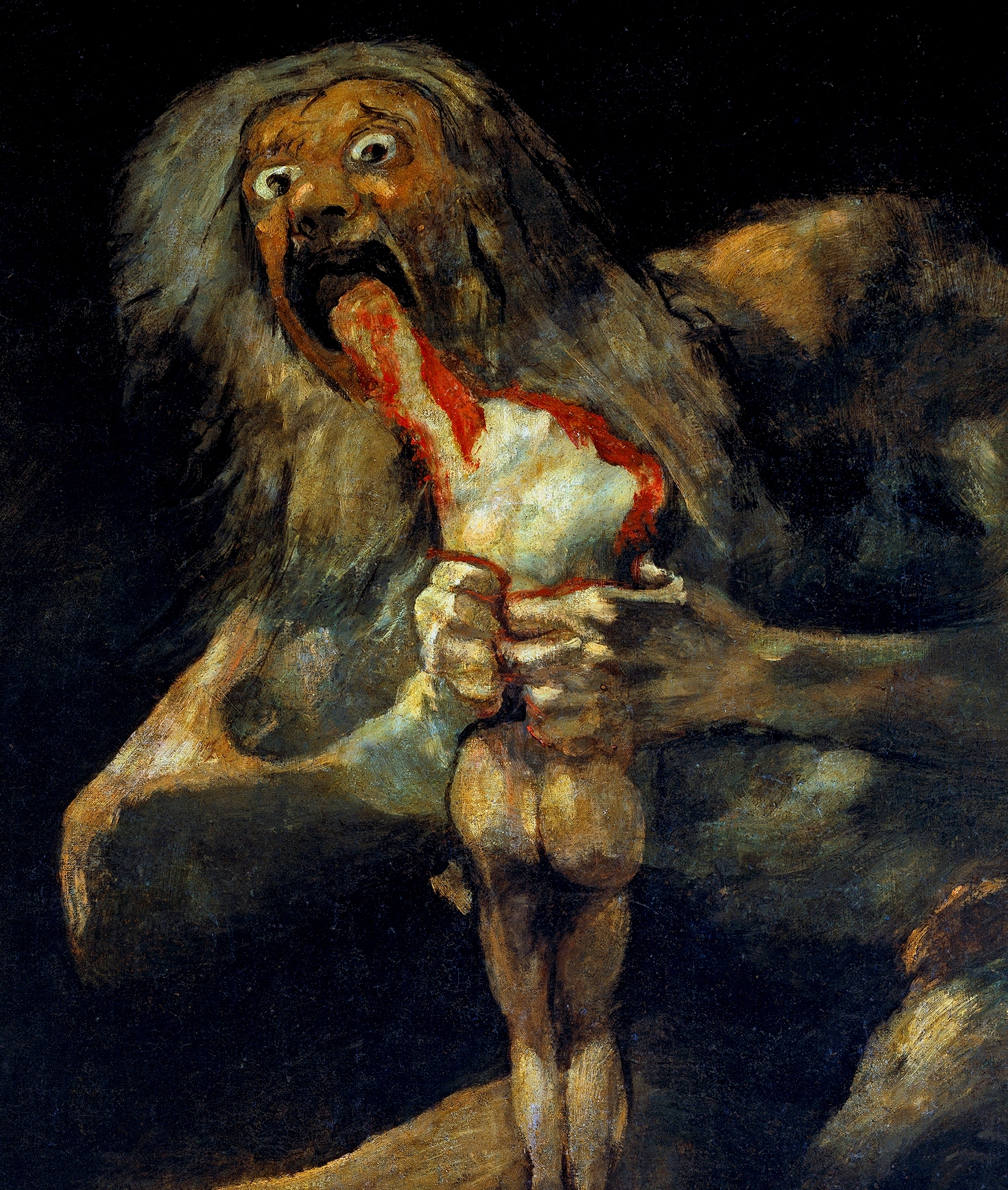
Saturn požírající svého syna

Pozice u dvora byla pro Goyu už neudržitelná. V roce 1819 se tedy přestěhoval do Andalusie, kde zakoupil venkovský dům u San Isidore. Přezdíval ho Quinta del Sordo (Dům hluchého). Na jeho zdi namaloval čtrnáct tzv. černých maleb (pinturas negras) – temných, depresivních, tajemných. K nejznámějším z nich patří Saturn požírající svého syna. S nimi jsou spjaty časté úvahy o Goyově psychické poruše.
Roku 1820 ve Španělsku vypukla občanská válka. Zemi ovládl chaos, strach a zoufalství. Útlaku ze strany vlády čelil silný lidový odpor. V roce 1824 odjel Goya do Francie do exilu, kde žilo mnoho jeho španělských liberálních přátel. Roku 1825 zde vydal litografie Býci z Bordeaux.
V roce 1826 se Goya nakrátko vrátil do Madridu, aby požádal o uvolnění z funkce dvorního malíře. Král mu vyhověl a milostivě mu přidělil roční penzi 50 000 reálů. Vrátil se do francouzského města Bordeaux, kde pak maloval žánrové scény jako Mlékařka z Bordeaux. Je to třetí a poslední obraz, na kterém je asi znázorněna Goyova družka Leocadia Weissová. Maloval ale též církevní fresky. Ke konci života se Goya ve své práci často zaměřoval na výjevy ze života významných světců a zázraky, které vykonali. Církevní náměty lze chápat jako jeho snahu o usmíření s církví a obrácení se k duchovnímu životu v předtuše blížící se smrti.
Krátce před ní se ale stáhl do ústraní a začal malovat úplně jiné motivy. Vrátil se k "černým motivům". Kreslil strašidelné a temné výjevy šílenosti, vzteku a fantazie. Styl těchto kreseb a obrazů předznamenal příchod expresionistického malířství.
Zemřel slepý a hluchý 16. dubna 1828 v dobrovolném exilu v Bordeaux.

## Dílo

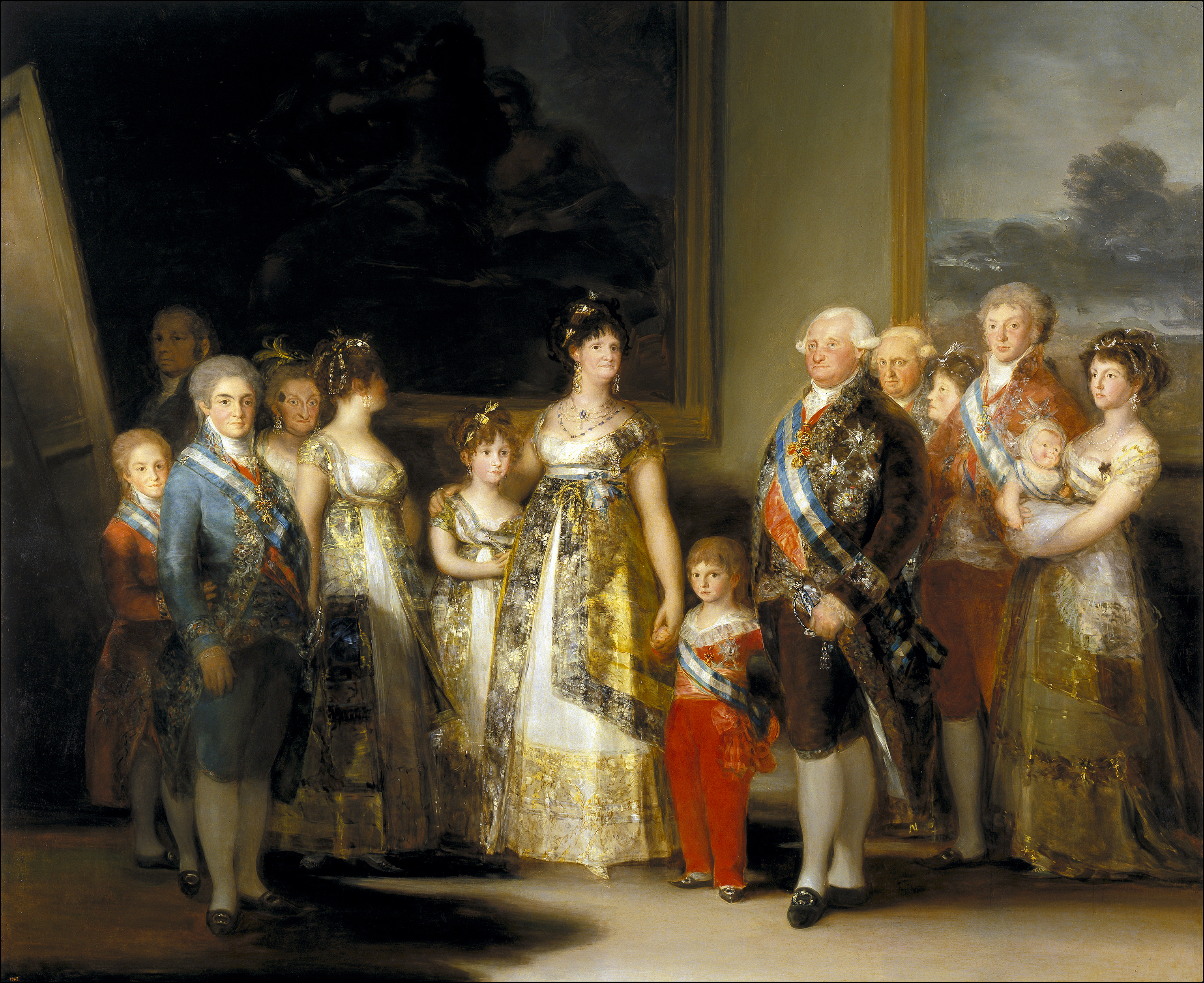
Rodina Karla IV., olej na plátně 280 × 336 cm, 1800, Museo del Prado, Madrid, skupinový portrét

Jedny z nejznámějších Goyových maleb jsou Nahá Maja (La Maja desnuda) a Oblečená Maja (La Maja vestida). Znázorňují stejnou ženu ve stejné pozici, avšak jednou nahou a podruhé oblečenou. Obraz Oblečená Maja namaloval Goya po pobouření ve španělské společnosti, které vyvolala Nahá Maja. Odmítl na nahé Maji namalovat šaty a místo toho vytvořil zcela nový obraz.
Další dobře známé Goyovo dílo je Saturn požírající svého syna, které zobrazuje scénu z řecko-římské mytologie, kdy bůh Saturn pojídá dítě. Tato malba je jedna ze 14 obrazů v cyklu nazvaném Černé malby.
Mnoho Goyových děl lze obdivovat v madridském Museo del Prado, některé však i jinde ve světě, mimo jiné ve Spojených státech amerických.

Některá Goyova díla a galerie, kde jsou vystavena:

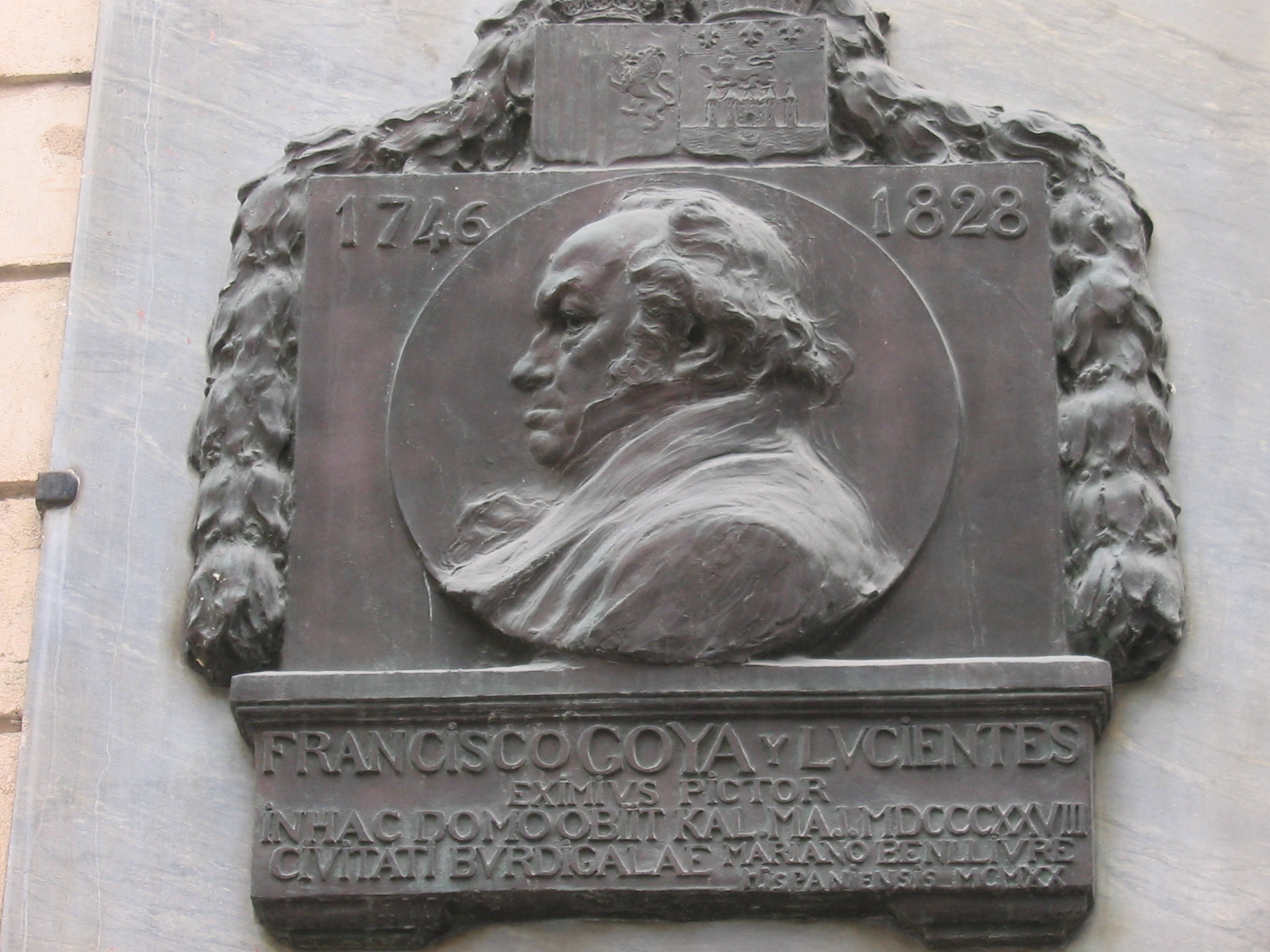
Goya – pamětní deska v Bordeaux

- Markýza de Pontejos – 1786 – Mellon Collection, Národní galerie, Washington, D.C.
- Autoportrét – 1795–1797 – Metropolitan Museum of Art, New York
- Rodina Karla IV. – 1800 – Museo del Prado, Madrid
- Nahá Maja – 1797–1800 – Prado, Madrid
- Oblečená Maja – 1800–1803 – Prado, Madrid Vytvořeno kvůli pobouření španělské společnosti
- Poprava povstalců v Madridu, 3. květen 1808 (Poprava v La Mondoa) – 1814 – Prado, Madrid
- Saturnus požírající svého syna – ~1819 – Prado, Madrid
- Dva starci při jídle – ~1825 – Prado, Madrid
- Juan Bautista de Muguiro – 1827 – Prado, Madrid
- Vévodkyně z Alby
- Stařeny a čas
- Mlékařka z Bordeaux
- Spánek rozumu budí nestvůry

## Inspirace v umění
- Goya (životopisný román) německého spisovatele Liona Feuchtwangera
- Goya, životopisný film německého režiséra Konrada Wolfa z roku 1971
- Goya, šestidílný španělský životopisný seriál režiséra José Ramóna Larraza z roku 1985
- Goya, opera Gianna Carla Menottiho z roku 1986
- Goya, opera Josefa Boháče z roku 1978
- Goya v Bordeaux (Goya en Burdeos) film, natočený roku 1999, napsaný a zrežírovaný Carlosem Saurou
- Goya od Roberta Hughese, 2003
- Goyovy přízraky (Goya's Ghosts) film Miloše Formana z roku 2006 natočený podle scénáře Miloše Formana a Jean-Claude Carrièra[12]